# Iraks damlandslag i fotboll
Iraks damlandslag i fotboll representerar Irak i fotboll på damsidan. Dess förbund är Iraq Football Association (Iraks fotbollsförbund).